# Satellaview
Satellaview (japanska: サテラビュー?, Saterabyuu) var en satellitmodemtjänst av Nintendo till Super Famicom (SNES). Systemet släpptes bara i Japan, och var i bruk under åren 1995-2000. Systemet benämns i princip alltid som "BS-X".

## Teknologi
Med modemet följde en spelkassett och vanligtvis behövdes även ett minneskort. Spelen laddades hem via satellit och lagrades tillsammans med sparfiler antingen på BS-X interna minne (bara 512 kb) eller på minneskortet.

### Fotnoter
1. ↑  ”Satellaview” (på engelska). Giantbomb. http://www.giantbomb.com/satellaview/3045-98/. Läst 18 maj 2015.